# Sideridis rubefacta
Sideridis rubefacta là một loài bướm đêm trong họ Noctuidae.